# MAP-Sensor

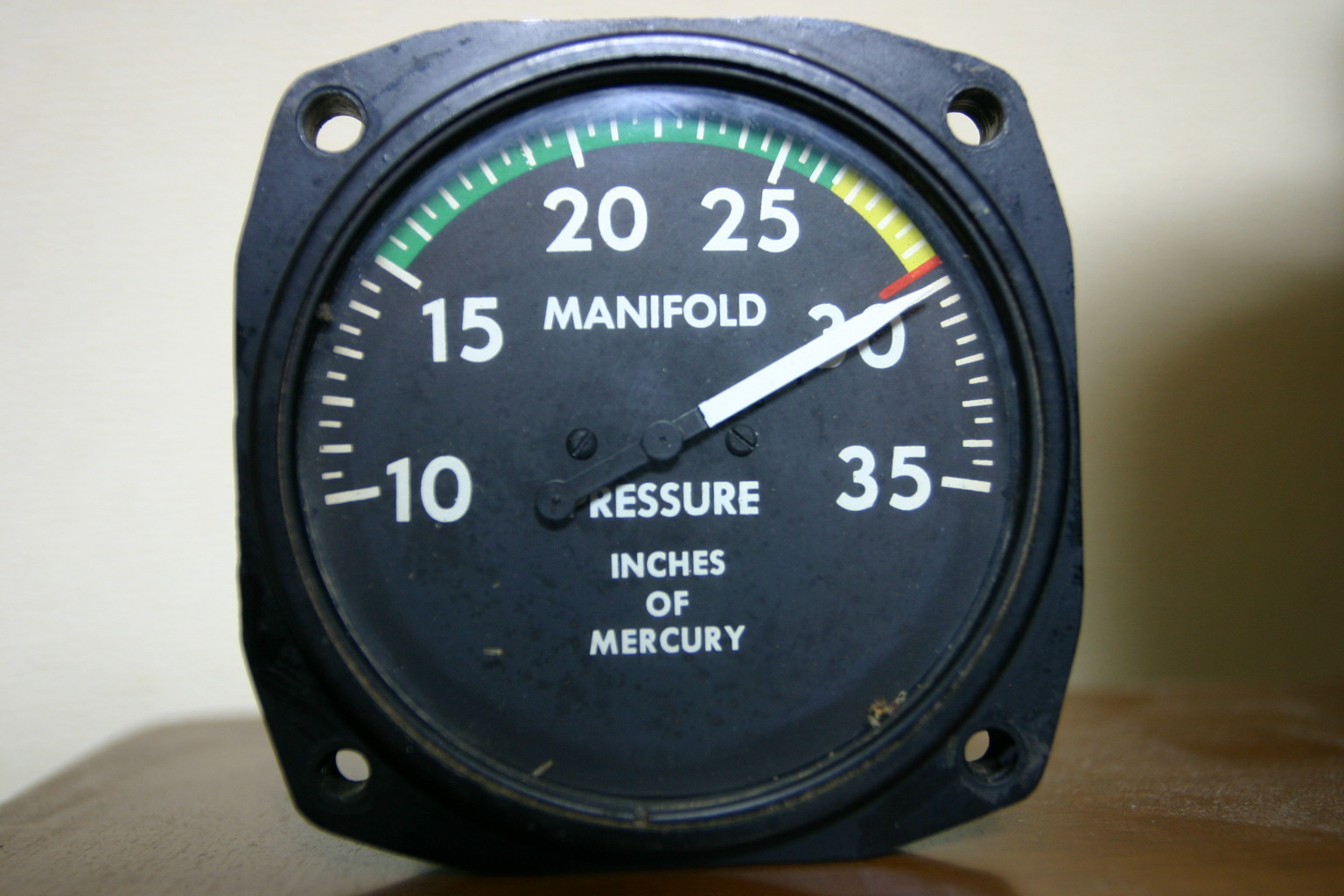
MAP-Sensoranzeige in Zoll Quecksilber

Ein MAP-Sensor (englisch Manifold-Absolute-Pressure Sensor) ist ein Drucksensor zur Erfassung des Saugrohr-Absolutdrucks bei Otto- und Turbodieselmotoren. Beim Ottomotor dient die gewonnene Messgröße zur Steuerung der elektronischen Saugrohreinspritzung, beim Turbodiesel wird daraus ein Signal gewonnen, um unter anderem die Stellung der Turbinenleitschaufeln bei VTG-Ladern zu steuern.
Autogas-Systeme, die in der Gasphase einspritzen, benötigen ebenfalls je nach Typ einen MAP-Sensor zur Beurteilung des Gasdruckes gegenüber dem Druck im Ansaugrohr.
In der Regel ist der MAP-Sensor direkt am Saugrohr angebracht. Der Saugrohrdruck wirkt meist auf ein Piezoelement, das dann über eine elektronische Schaltung ein entsprechendes Ausgangssignal erzeugt. Das kann ein PWM-Signal oder eine elektrische Spannung sein.

## Beispiele
Das folgende Beispiel geht von derselben Motordrehzahl und Lufttemperatur in einem Saugmotor aus.

### Bedingung 1
- Ein Motor, der auf einem sehr hohen Berg mit Vollgas läuft, hat einen Saugrohrdruck von etwa 50 kPa (im Wesentlichen gleich dem Barometer in dieser Höhe).

### Bedingung 2
- Derselbe Motor auf Meereshöhe erreicht denselben Saugrohrdruck von 50 kPa (7,25 psi, 14,7 inHG) bei weniger als (vor Erreichen von) WOT aufgrund des höheren Luftdrucks.